# 주한 스위스 대사관
주한 스위스 대사관(독일어: Schweizerische Botschaft in der Republik Korea, 프랑스어: Ambassade de Suisse en République de Corée, 이탈리아어: Ambasciata di Svizzera nella Repubblica Corea)은 스위스 정부가 대한민국에 설치한 대사관이다. 관할 구역은 영사관 없이 대사관의 단독으로 대한민국 전 지역을 관할한다. 그러나 조선민주주의인민공화국을 주한 대사가 겸임한 경우도 있으나, 실질적인 주조선민주주의인민공화국 스위스 대사 겸직 대상국은 주중국 스위스 대사관이 겸임하게 된다.

## 연혁
- 1962년 3월 : 한국과 스위스의 외교 관계 수립
- 1963년 3월 : 주스위스 대한민국 대사관 개관
- 1969년 6월 : 주한 스위스 대사관 개관

## 주요 업무
주요 업무로는 한국 정부와의 외교 및 교섭, 자국산 제품의 소개와 투자에 대한 정보 제공, 각종 자료 제공, 입국 사증 및 여권 발급, 약간의 법률 상담만 취급한다.

## 관할 구역
관할 구역은 대한민국 전 지역을 관할한다. 다만 세종특별자치시에 분관이 마련되면 세종 분관 신설 시 세종, 대전, 충남, 충북, 전북 관할이 권역 내에서 먼저 분리되며 충청권과 전라북도를 제외한 대한민국 전 지역 관할로 조정될 계획에 있으며, 조선민주주의인민공화국을 겸임국으로 삼을 계획에 있다.

## 같이 보기
- 주스위스 대한민국 대사관